# Islanda ai Giochi della XVI Olimpiade
L'Islanda ha partecipato ai Giochi della XVI Olimpiade che si sono svolti a Melbourne dal 22 novembre all'8 dicembre 1956 
con una delegazione di 2 atleti impegnati in 1 disciplina,
aggiudicandosi 1 medaglia d'argento.

## Medagliere
| Medaglia | Atleta               | Sport            | Evento       |
| -------- | -------------------- | ---------------- | ------------ |
| Argento  | Vilhjálmur Einarsson | Atletica leggera | Salto triplo |